# James Sloyan
James Sloyan, né le 24 février 1940 à Indianapolis, dans l'Indiana, est un acteur américain.

## Biographie

### Jeunesse et révélation
James Joseph Sloyan est né le 24 février 1940 à Indianapolis, dans l'Indiana.

### Carrière
James Sloyan a fait ses études à l'American Academy of Dramatic Arts. Il a interrompu sa carrière artistique en 1962 lorsqu'il a été enrôlé dans l'armée américaine lors de la guerre du Viêt Nam. Par la suite il apparaît dans de nombreux téléfilms et séries télévisées. Son premier rôle au cinéma est dans La Balade du bourreau (The Traveling Executioner) en 1970.

## Filmographie

### Cinéma
- 1970 : La Balade du bourreau (The Traveling Executioner )
- 1971 : The Gang That Couldn't Shoot Straight
- 1973 : L'Arnaque (The Sting)
- 1980 : Xanadu

### Télévision
- 1976 : The Disappearance of Aimee de Anthony Harvey (téléfilm)
- 1985 : Meurtre au crépuscule (Amos), de Michael Tuchner (téléfilm) : Sheriff John Thomas
- 1986 : Arabesque (série télévisée) : 
  - (saison 3, épisode 5 "Meurtre sans publicité") : Lieutenant Spoletti
- 1989-1990 : MacGyver
  - (saison 4, épisode 15 "Le tueur invisible") : Henry Colter
  - (saison 5, épisode 13 "Le programme mentor") : George Fraley
- 1994 : X-Files : Aux frontières du réel, saison 1, épisode Roland
- 1994 : Star Trek: Deep Space Nine : Docteur Mora Pol (Saison 2, épisode 12 "L'autre")
- 1995 : Star Trek: Voyager, saison 1, épisode 14 - Jetrel : Ma'bor Jetrel
- 1995-1998 : Docteur Quinn, femme médecin : M. Hazen